# Veřejná služba (zaměstnanci veřejné správy)
Veřejná služba je obecné označení právního postavení veřejných zaměstnanců a úprava jejich činnosti.[zdroj⁠?!]
V užším smyslu se pod tento pojem zařazuje jen právní postavení a činnost úředníků státní správy a úředníků územních samosprávných celků pracujících ve služebním poměru. Jejich postavení a činnost je do určité míry zvláštní a liší se od pracovněprávního postavení ostatních zaměstnanců veřejné správy (např. údržbářů, řidičů apod.), jejichž postavení se řídí zákoníkem práce.

## Charakteristika veřejné služby
Veřejnou službu zajišťují úředníci, jejichž pracovní poměr ke státu, resp. veřejné moci, lze také označit za veřejnou službu. Na institucionalizované úrovni jim zabezpečuje rovný přístup k funkcím, právo na kariérní postup a někdy také definitivu, tedy v zásadě nevypověditelnost pracovního poměru. Na druhou stranu je od nich vyžadována profesionalita, stálé zvyšování kvalifikace, politická neutralita, povinnost mlčenlivosti a také omezení některých občanských práv, např. práva na stávku. Služební vztahy jsou založeny na principu subordinace, tj. vztahů podřízenosti a nadřízenosti.
Tato veřejná služba zahrnuje jak státní službu státních úředníků např. na ministerstvech a jiných správních úřadech, tak službu úředníků samosprávné složky veřejné moci.

## Systémy veřejné služby
1. V oblasti kontinentální Evropy se v různých modifikacích používá tzv. kariérní systém. Jeho základem je veřejnoprávní úprava služebních vztahů. Veřejná služba garantuje úředníkovi trvalý služební poměr (nevypověditelnost služebního vztahu s výjimkou disciplinární sankce), služební a platový postup. Kariérní systém garantuje politickou nezávislost a profesionalitu veřejné správy. Na druhé straně je kritizován za přílišný formalismus a nepružnost veřejné správy.
2. V USA se využívá tzv. smluvní systém (merit system). Jeho základem je systém konkurzů na volná pracovní místa. Úprava zaměstnaneckých vztahů je na smluvním základě a specifika upravuje zákon. Za výhody se považuje pružnost a výkonnost. Nevýhodou může být častá fluktuace, menší loajalita a nezávislost a menší důraz na principy a hodnoty veřejné správy.
3. V minulosti se v USA používal tzv. kořistnický systém (spoils system). Principem bylo rozdělování úřednických postů podle toho, kdo získal ve volbách politickou moc podle hesla „vítěz bere vše“.

Právo Evropské unie neupravuje veřejnou službu. Toto ponechává v kompetenci členských států. Členské státy Evropské unie musí ve veřejné službě zajistit dodržování principu volného pohybu pracovníků. Podle Evropského soudního dvora může členský stát vyhradit pro své státní občany pozice na ministerstvech, regionálních a místních orgánech při tvorbě legislativy, implementaci a aplikaci práva a dozoru nad podřízenými orgány.
Používání pojmu veřejná služba se liší v západní a východní Evropě. Východ akcentuje spíše veřejnou moc, kterou vykonává úřední osoba (dříve veřejný činitel) jakožto orgán veřejné moci, západ mluví o službě veřejnosti. Britská angličtina užívá termínu public servant, což by při doslovném překladu znamenalo veřejný služebník.

## Formy veřejné služby
1. Podle způsobu ustanovení do funkce:
  - jmenováním – jednostranný právní akt, jímž je uchazeč přijat na místo ve veřejné správě (ombudsman, ministři)
  - uzavřením pracovní smlouvy – dvoustranný právní akt, jímž je shodný projev vůle uchazeče a zaměstnavatele
  - volbou – výjimečný způsob, pouze v některých oblastech územní a zájmové samosprávy (zastupitelstvo, místostarostové...)
2. Podle způsobu trvání činnosti:
  - na dobu určitou (dočasné)
  - na dobu neurčitou (trvale)
3. Podle způsobu výkonu funkce:
  - hlavní činnost
  - mimo hlavní činnost – jako dobrovolnickou nebo čestnou

## Předpoklady k výkonu veřejné služby
- státní občanství
- plná svéprávnost
- bezúhonnost
- určité vzdělání, případně i praxe

Zvláštní podmínky platné jen pro některé veřejné zaměstnance (učitel, policista).

## Právní úprava v České republice
V České republice je nutnost zákonného zakotvení veřejné služby vyjádřena již na ústavní úrovni, čl. 79 odst. 2 Ústavy totiž stanoví: „Právní poměry státních zaměstnanců v ministerstvech a jiných správních úřadech upravuje zákon.“ Z principů demokratického právního státu navíc vyplývají ústavní principy veřejné služby: úcta k právům a svobodám člověka, uplatňování veřejné moci jako služby občanům, princip rovnosti a zákaz diskriminace, rovnost v přístupu k veřejným funkcím. Na druhou stranu Listina základních práv a svobod umožňuje omezit občanská a politická práva veřejných zaměstnanců zákonem. Podle čl. 44 lze soudcům a státním zástupcům omezit právo podnikat (čl. 26 Listiny) a právo zakládat a sdružovat se v politických stranách. Zaměstnancům státní správy, územní samosprávy a osobám v povoláních nezbytných pro ochranu života a zdraví navíc i právo na stávku. Příslušníci bezpečnostních sborů a ozbrojených sil navíc mohou mít zákonem zakázáno sdružování v odborových organizacích, petiční právo a shromažďovací právo.
Ke konkrétnímu zákonnému provedení přes ústavní požadavek nicméně došlo až v roce 2002, kdy byl přijat zákon č. 218/2002 Sb., o službě státních zaměstnanců ve správních úřadech a o odměňování těchto zaměstnanců a ostatních zaměstnanců ve správních úřadech (služební zákon), a zákon č. 312/2002 Sb., o úřednících územních samosprávných celků, který se vztahuje na úředníky obcí a krajů. U služebního zákona navíc došlo k několikerému odložení jeho účinnosti, naposledy k 1. lednu 2015, pracovní poměr státních zaměstnanců se tedy stále řídí jen zákoníkem práce. Ten upravuje vznik služebního vztahu smlouvou, jmenováním nebo volbou, právo podnikat jen se souhlasem vedoucího zaměstnance, zákaz členství v řídících a kontrolních orgánech obchodních společností, zákaz přijímat dary. Kromě toho byl od roku 2008 připravován zcela nový zákon, který by tyto dva zákony nahradil a zahrnul tak obě kategorie úředníků do jedné skupiny zaměstnanců ve veřejné službě. Pro odpor odborné veřejnosti, správních úřadů i územních samosprávných celků byl návrh stažen.
Služební zákon byl zrušen novým zákonem č. 234/2014 Sb. (zákon o státní službě).
Zákonná právní úprava souvisejících otázek a úpravy dalších podobných profesí je roztříštěná. Zákon o majetku České republiky a jejím vystupování v právních vztazích určuje pro zaměstnance ve státních úřadech a orgánech státní správy pracovněprávní vztah ke státu. Zákon o platech stanoví jednotná pravidla odměňování některých vyšších úředníků. Zvláštní právní úprava upravuje postavení soudců a státních zástupců. Dále platí zvláštní úprava pro příslušníky bezpečnostních sborů (např. policisty, hasiče, vězeňské dozorce) a vojáky z povolání.